# Lista över fornlämningar i Varbergs kommun (Skällinge)
Lista över fornlämningar i Varbergs kommun (Skällinge) är en förteckning av ett urval av de fornlämningar som finns i Skällinge i Varbergs kommun.
| Namn                                | Lämningstyp                 | Tillkomsttid | Historisk indelning | Plats | Läge                 | ID-nr          | Bild                                 |
| ----------------------------------- | --------------------------- | ------------ | ------------------- | ----- | -------------------- | -------------- | ------------------------------------ |
| Kungsröset (Skällinge 1:1)          | Röse                        |              | Skällinge, Halland  |       | 57.203937, 12.502878 | 10149000010001 | Ladda upp en bild av detta fornminne |
| Skällinge 2:1                       | Stensättning                |              | Skällinge, Halland  |       | 57.203622, 12.500141 | 10149000020001 | Ladda upp en bild av detta fornminne |
| Skällinge 3:1                       | Grav markerad av sten/block |              | Skällinge, Halland  |       | 57.211755, 12.510092 | 10149000030001 | Ladda upp en bild av detta fornminne |
| Skällinge 4:1                       | Gravfält                    |              | Skällinge, Halland  |       | 57.211002, 12.509235 | 10149000040001 | Ladda upp en bild av detta fornminne |
| Oxröset (Skällinge 5:1)             | Stensättning                |              | Skällinge, Halland  |       | 57.212253, 12.514006 | 10149000050001 | Ladda upp en bild av detta fornminne |
| Skällinge 6:1                       | Röse                        |              | Skällinge, Halland  |       | 57.214340, 12.513769 | 10149000060001 | Ladda upp en bild av detta fornminne |
| Skällinge 6:2                       | Stensättning                |              | Skällinge, Halland  |       | 57.214446, 12.513693 | 10149000060002 | Ladda upp en bild av detta fornminne |
| Skällinge 7:1                       | Stensättning                |              | Skällinge, Halland  |       | 57.213147, 12.511789 | 10149000070001 | Ladda upp en bild av detta fornminne |
| Skällinge 9:1                       | Stensättning                |              | Skällinge, Halland  |       | 57.190357, 12.495257 | 10149000090001 | Ladda upp en bild av detta fornminne |
| Skällinge 10:1                      | Röse                        |              | Skällinge, Halland  |       | 57.219209, 12.515784 | 10149000100001 | Ladda upp en bild av detta fornminne |
| Skällinge 10:2                      | Röse                        |              | Skällinge, Halland  |       | 57.219311, 12.516255 | 10149000100002 | Ladda upp en bild av detta fornminne |
| Skällinge 11:1                      | Stensättning                |              | Skällinge, Halland  |       | 57.209304, 12.513591 | 10149000110001 | Ladda upp en bild av detta fornminne |
| Skällinge 12:1                      | Stensättning                |              | Skällinge, Halland  |       | 57.207988, 12.513096 | 10149000120001 | Ladda upp en bild av detta fornminne |
| Skällinge 13:1                      | Hög                         |              | Skällinge, Halland  |       | 57.207128, 12.510441 | 10149000130001 | Ladda upp en bild av detta fornminne |
| Skällinge 15:1                      | Hög                         |              | Skällinge, Halland  |       | 57.187555, 12.453592 | 10149000150001 | Ladda upp en bild av detta fornminne |
| Köleryds kyrkogård (Skällinge 19:1) | Begravningsplats            |              | Skällinge, Halland  |       | 57.213151, 12.513991 | 10149000190001 | Ladda upp en bild av detta fornminne |
| Skällinge 20:1                      | Stensättning                |              | Skällinge, Halland  |       | 57.178052, 12.472920 | 10149000200001 | Ladda upp en bild av detta fornminne |
| Skällinge 20:2                      | Hög                         |              | Skällinge, Halland  |       | 57.177865, 12.472160 | 10149000200002 | Ladda upp en bild av detta fornminne |
| Skällinge 21:1                      | Stensättning                |              | Skällinge, Halland  |       | 57.177977, 12.469566 | 10149000210001 | Ladda upp en bild av detta fornminne |
| Skällinge 22:1                      | Hög                         |              | Skällinge, Halland  |       | 57.175903, 12.473147 | 10149000220001 | Ladda upp en bild av detta fornminne |
| Skällinge 23:1                      | Stensättning                |              | Skällinge, Halland  |       | 57.175142, 12.468644 | 10149000230001 | Ladda upp en bild av detta fornminne |
| Skällinge 23:2                      | Stensättning                |              | Skällinge, Halland  |       | 57.175216, 12.468417 | 10149000230002 | Ladda upp en bild av detta fornminne |
| Skällinge 25:1                      | Stensättning                |              | Skällinge, Halland  |       | 57.170831, 12.466655 | 10149000250001 | Ladda upp en bild av detta fornminne |
| Skällinge 25:2                      | Hög                         |              | Skällinge, Halland  |       | 57.170279, 12.466503 | 10149000250002 | Ladda upp en bild av detta fornminne |
| Skällinge 26:1                      | Röse                        |              | Skällinge, Halland  |       | 57.165102, 12.458541 | 10149000260001 | Ladda upp en bild av detta fornminne |
| Skällinge 30:1                      | Hög                         |              | Skällinge, Halland  |       | 57.169180, 12.463119 | 10149000300001 | Ladda upp en bild av detta fornminne |
| Skällinge 30:2                      | Stensättning                |              | Skällinge, Halland  |       | 57.168668, 12.462974 | 10149000300002 | Ladda upp en bild av detta fornminne |
| Skällinge 32:1                      | Stensättning                |              | Skällinge, Halland  |       | 57.173921, 12.478339 | 10149000320001 | Ladda upp en bild av detta fornminne |
| Skällinge 33:1                      | Stensättning                |              | Skällinge, Halland  |       | 57.177210, 12.492217 | 10149000330001 | Ladda upp en bild av detta fornminne |
| Skällinge 35:1                      | Stensättning                |              | Skällinge, Halland  |       | 57.180688, 12.423821 | 10149000350001 | Ladda upp en bild av detta fornminne |
| Skällinge 37:1                      | Stensättning                |              | Skällinge, Halland  |       | 57.172301, 12.525355 | 10149000370001 | Ladda upp en bild av detta fornminne |
| Skällinge 38:1                      | Röse                        |              | Skällinge, Halland  |       | 57.172798, 12.506882 | 10149000380001 | Ladda upp en bild av detta fornminne |
| Skällinge 39:1                      | Röse                        |              | Skällinge, Halland  |       | 57.182810, 12.420896 | 10149000390001 | Ladda upp en bild av detta fornminne |
| Skällinge 42:1                      | Stensättning                |              | Skällinge, Halland  |       | 57.171358, 12.512501 | 10149000420001 | Ladda upp en bild av detta fornminne |
| Skällinge 42:2                      | Stensättning                |              | Skällinge, Halland  |       | 57.171322, 12.512190 | 10149000420002 | Ladda upp en bild av detta fornminne |
| Skällinge 42:3                      | Stensättning                |              | Skällinge, Halland  |       | 57.171315, 12.511943 | 10149000420003 | Ladda upp en bild av detta fornminne |
| Skällinge 45:1                      | Hög                         |              | Skällinge, Halland  |       | 57.176337, 12.471513 | 10149000450001 | Ladda upp en bild av detta fornminne |
| Skällinge 52:1                      | Hög                         |              | Skällinge, Halland  |       | 57.220379, 12.516921 | 10149000520001 | Ladda upp en bild av detta fornminne |
| Skällinge 62:1                      | Stensättning                |              | Skällinge, Halland  |       | 57.169869, 12.502886 | 10149000620001 | Ladda upp en bild av detta fornminne |